# Uta Kienemann-Zaradic
Uta Kienemann-Zaradic (* 30. April 1964 in München als Uta Kienemann) ist eine deutsche Schauspielerin, Hörspiel- und Synchronsprecherin, sowie Dialogbuchautorin und Dialogregisseurin.

## Leben und Karriere
Uta Kienemann-Zaradic wurde als Tochter des deutschen Jazzmusikers Joe Kienemann (* 1938) geboren.
Sie absolvierte von 1986 bis 1989 ein Diplomstudium als Bühnen- und Filmschauspielerin. Von 1989 bis 1996 stand sie als Schauspielerin in München, Passau, Dresden und Erlangen auf der Bühne. Daneben arbeitete sie in den 90er Jahren mit ihrem Vater Joe Kienemann zusammen. Als Sängerin ist sie so unter anderem auf dem Jazz-Album Around the World – Wheelz with Ingrid Jensen von 1997 zu hören.
Einem breiteren Publikum wurde Kienemann seit 1989 als Synchronsprecherin bekannt. Sie lieh ihre Stimme dabei unter anderem schon Schauspielerinnen, wie Nicole Kidman (Bangkok Hilton), Julia Ormond (Der 1. Ritter), Maggie Cheung (In the Mood for Love – Der Klang der Liebe) und Jill Hennessy (Law & Order). Sie synchronisiert zudem wiederkehrend die niederländische Schauspielerin Carice van Houten (u. a. als Melisandre in Game of Thrones – Das Lied von Eis und Feuer), die sie erstmals in dem niederländischen Kinderfilm Die geheimnisvolle Minusch aus dem Jahr 2001 sprach.
Seit 2010 arbeitet Uta Kienemann-Zaradic außerdem als Dialogbuchautorin (u. a. Scary Stories to Tell in the Dark und Träum Weiter) und Dialogregisseurin (u. a. Miles von Morgen, Ben 10 und StreetDance: Paris).
Sie ist mit dem in Österreich geborenen Komponisten und Immersive-Audio-Produzenten Stefan Zaradic verheiratet und wohnt mit diesem im Münchner Stadtteil Schwabing.

## Hörspiele (Auswahl)
Die ARD-Hörspieldatenbank enthält (Stand: Mai 2023) für den Zeitraum von 1992 bis 2008 insgesamt 55 Datensätze, bei denen die Schauspielerin unter ihrem Geburtsnamen Uta Kienemann als Sprecherin geführt wird.
- 1992: Tom Blaffert: Wer ist der Täter?, Kriminalfälle zum Mitraten; Folge: Schnappschüsse (Constanze Berg) – Bearbeitung und Regie: Erwin Weigel (Original-Hörspiel, Kriminalhörspiel, Rätselsendung – BR)
- 1994: Rolf A. Becker: Wer ist der Täter?, Kriminalfälle zum Mitraten; Folge: Ein harmonischer Abend (Biggi) – Bearbeitung und Regie: Erwin Weigel (Originalhörspiel, Kriminalhörspiel, Rätselsendung – BR)
- 1994: Robert Littell: Moskau, mon amour (2 Teile) (Junge Frau) – Regie: Barbara Plensat (Hörspielbearbeitung, Kriminalhörspiel – BR)
- 1996: Angelika Stampfer: Katzen leben in Rom (2 Teile) (Girata) – Regie: Eva Demmelhuber (Originalhörspiel, Kinderhörspiel – BR)
- 1996: Sabine Deitmer: Kalte Küsse (2 Teile) (Petra) – Bearbeitung und Regie: Erwin Weigel (Kriminalhörspiel, Hörspielbearbeitung – BR)
- 1997: Christian Husse: Das Büro für Ärgernisse (Anne/Toni) – Regie: Marcus Everding (Originalhörspiel, Kinderhörspiel – BR)
- 1998: Sebastian Goy: Justus, das Taggespenst (6 Teile) (Lena) – Regie: Marcus Everding (Originalhörspiel, Kinderhörspiel – BR)
- 1999: Thomas Schmid: KarinKommissarin (12 Folgen) – Regie: Eva Demmelhuber (Originalhörspiel, Kurzhörspiel, Kinderhörspiel – BR)
- 2001–02, 2004–06, 2008: Thomas Schmid: KarinKommissarin (18 Folgen) – Regie: Eva Demmelhuber (Originalhörspiel, Kurzhörspiel, Kinderhörspiel – BR)